# Labidocera sinilobata
Labidocera sinilobata is een eenoogkreeftjessoort uit de familie van de Pontellidae. De wetenschappelijke naam van de soort is voor het eerst geldig gepubliceerd in 1963 door Shen & Lee.